# Sarah Osborne
 (juin 2025).
 (mai 2025).
Pour les articles homonymes, voir Osborne.
Sarah Osborne, née Sarah Warren vers 1643 à Watertown dans la colonie de la baie du Massachusetts, et morte le 29 mai 1692 à Boston, est l’une des premières femmes accusées de sorcellerie lors des procès des sorcières de Salem. Avec Sarah Good et Tituba, elle fait partie des trois premières femmes dénoncées en février 1692.

## Biographie
Sarah Warren épouse d’abord Robert Prince, un homme respecté de Salem Village (aujourd’hui Danvers). Après la mort de celui-ci, elle épouse Alexander Osborne, un ouvrier irlandais, ce qui provoque la désapprobation de la communauté puritaine. Elle tente ensuite de s’approprier les terres de son défunt mari au détriment de ses enfants, ce qui lui vaut des conflits juridiques et sociaux durables.
Malade, Sarah Osborne cesse de fréquenter l’église de Salem durant plusieurs années — un comportement vu comme suspect dans une société très religieuse. Cette marginalisation sociale, combinée à ses différends familiaux et à son remariage, fait d’elle une cible idéale lors des premières accusations de sorcellerie.

## Procès de Salem
En février 1692, plusieurs jeunes filles de Salem Village, dont Abigail Williams et Elizabeth Parris, accusent Sarah Osborne, Sarah Good et Tituba de les tourmenter par sorcellerie. Osborne est arrêtée en mars 1692.
Contrairement à Tituba, qui avoue et donne des détails imagés sur des pratiques occultes, Sarah Osborne nie les accusations. Toutefois, elle ne sera jamais jugée. Elle meurt en prison à Boston, probablement de maladie, après plusieurs semaines de détention dans des conditions très dures.

## Postérité
Sarah Osborne est devenue un symbole des abus judiciaires liés à la chasse aux sorcières. Comme beaucoup d'autres femmes accusées, elle était socialement vulnérable ou marginalisée. Son cas illustre comment les tensions religieuses, économiques et sociales de la Nouvelle-Angleterre puritaine ont contribué aux événements tragiques de 1692.